# Komoró
Komoró là một thị trấn thuộc hạt Szabolcs-Szatmár-Bereg, Hungary. Thị trấn này có diện tích 11,69 km², dân số năm 2010 là 1300 người, mật độ 111 người/km².